# Florence Emir
Pour les articles homonymes, voir Emir.
Florence Emir, née le 19 février 1960 à Paris, est une chef costumière française,. Elle conçoit les costumes de pièces de théâtre comme le drame historique La Petite Catherine de Heilbronn mis en scène par Pierre Romans au Festival d'Avignon 1987. Elle devient ensuite chef costumière pour le cinéma et la télévision, notamment avec Brigitte Roüan, Gabriele Salvatores ou Sergio Rubini.

## Filmographie

### Cinéma
- 1984 : Les Cavaliers de l'orage de Gérard Vergez
- 1987 : Comédie ! de Jacques Doillon
- 1989 : Outremer de Brigitte Roüan
- 1990 : Cherokee de Pascal Ortega
- 1990 : La Pagaille de Pascal Thomas
- 1991 : Loin du Brésil de Tilly
- 1991 : Un cœur qui bat de François Dupeyron
- 1993 : Le Fils préféré de Nicole Garcia
- 1996 : Nirvana de Gabriele Salvatores
- 1997 : Post coïtum animal triste de Brigitte Roüan
- 1999 : Il guerriero Camillo de Claudio Bigagli
- 1999 : Denti de Gabriele Salvatores
- 2002 : L'anima gemella (it) de Sergio Rubini
- 2002 : Amnèsia de Gabriele Salvatores
- 2003 : L'Été où j'ai grandi (Io non ho paura) de Gabriele Salvatores
- 2003 : Travaux de Brigitte Roüan
- 2004 : L'amore ritorna de Sergio Rubini
- 2004 : Card Player (Il cartaio) de Dario Argento
- 2005 : Quo vadis, baby? de Gabriele Salvatores
- 2006 : La terra de Sergio Rubini
- 2006 : Olé (it) de Carlo Vanzina
- 2007 : Si c'était lui... d'Anne-Marie Étienne
- 2008 : Colpo d'occhio (it) de Sergio Rubini
- 2008 : Come Dio comanda (it) de Gabriele Salvatores
- 2021 : Ariaferma de Leonardo Di Costanzo
- 2022 : Tu choisiras la vie (Alla vita) de Stéphane Freiss

### Télévision
- 1988 : Sueurs froides d'Arnaud Sélignac
- 1989 : Les Amants du lac de Joyce Bunuel
- 1991 : Senso de Gérard Vergez
- 1992 : Rhésus Roméo de Philippe Le Guay
- 1996 : Dans un grand vent de fleurs de Gérard Vergez
- 1999 : Ma chair et mon sang de Brigitte Rouan
- 2000 : Gli Soliti Ignoti d'Antonello Grimaldi
- 2002 : Gli Soliti Ignoti (2) d'Antonello Grimaldi
- 2004 : Il giudice Mastrangelo (it) d'Enrico Oldoini
- 2005 : 48 ore (it) d'Eros Puglielli (it)
- 2006 : Il giudice Mastrangelo (2) d'Enrico Oldoini
- 2008 : Quo vadis, baby? (it) de Guido Chiesa (it)
- 2009 : E poi venne il silenzio (it) d'Irish Braschi
- 2010 : Au bas de l'échelle d'Arnaud Mercadier
- 2010 : À 10 minutes de nulle part d'Arnaud Mercadier
- 2011 : La Chartreuse de Parme (La certosa di Parma) de Cinzia TH Torrini
- 2011 : Nom de code "Rose" d'Arnaud Mercadier
- 2015 : Frères à demi de Stéphane Clavier
- 2016 : Lettre à France de Stéphane Clavier